# Trawantel

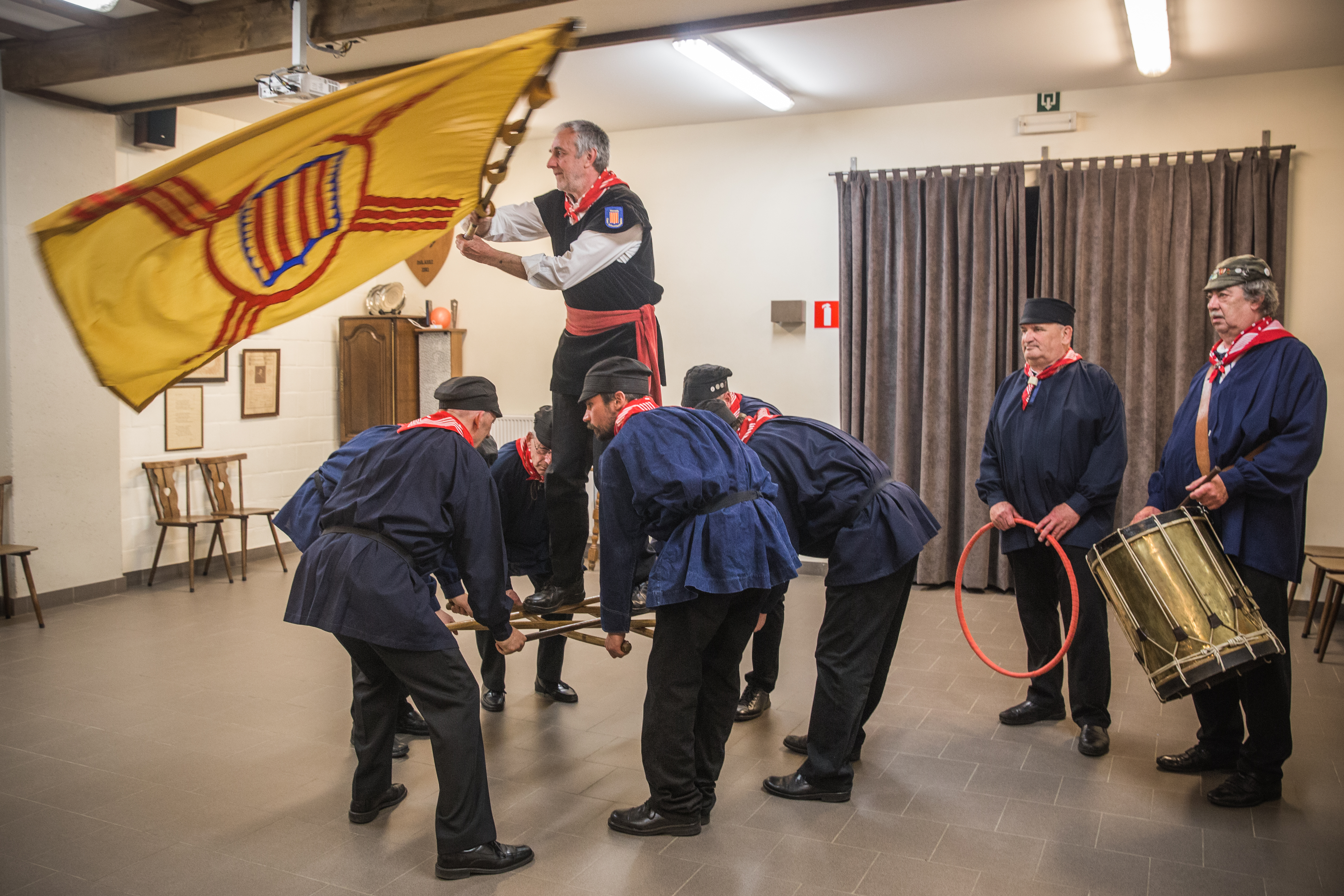
Finale van de trawantel door de Sint-Sebastiaansgilde in Westerlo.

De trawantel of traweitel is een stokkendans die in zijn huidige vorm nog beoefend wordt in de Antwerpse Kempen, onder andere bij de Sint-Sebastiaansgilde in Westerlo en Tongerlo. Er bestaat ook een Trawantelberg in Grobbendonk, wat zou kunnen wijzen op een vroegere dansberg.
De trawantel is een sterk beregelde rondedans die uitgevoerd wordt door zes gildebroeders op de maat van een trom. Het zestal vormt een kring en voert allerlei figuren uit. Daarbij geven ze een hoepel door, en al die tijd mogen de stokken niet losgelaten worden. Op het einde van de choreografie maken de dansers een raster met de stokken. Een vaandeldrager gaat op de stokken staan, waarna de dansers hem in de lucht tillen om met de vlag te zwaaien. Daarna doorbreken de dansers de kring en gaan ze allen op één rij staan met de trommelaar, de hoepeldrager en de vaandeldrager, waarna de dans beëindigd is.

## Geschiedenis
De trawantel zou een van de oudste dansen in West-Europa zijn en teruggaan op de zwaarddansen van Germaanse volkeren, zoals beschreven door de Romeinse geschiedschrijver Tacitus in de tweede eeuw na Christus. Het ging om een rituele dans waarbij naakte jonge mannen opgenomen werden in de hechte kring van andere mannen die het zwaard hanteerden.
Zulke heidense zwaarddansen zijn ook na de bekering tot het christendom blijven bestaan. In Vlaanderen, waar de machtige steden beschermd werden door stedelijke milities, groepeerde men zich ook in zwaarddansgildes. De eerste officiële notatie van de trawantel is opgetekend in de stadsrekeningen van Brugge in 1389. Het ging om een rekening waarbij de zwaarddansers in bier betaald moesten worden voor hun deelname aan een processie.
Na de middeleeuwen is de trawantel in onbruik geraakt. Verscheidene buitenlandse overheersers, zoals de Habsburgers en de Fransen, stonden wantrouwig tegenover de zwaarddansgildes, waar men per slot van rekening het zwaard leerde hanteren. De zwaarden moesten dus plaats maken voor stokken, waardoor de trawantel in zijn huidige vorm is ontstaan. De eerste notities van de trawantel als stokkendans zijn terug te vinden rond 1880.

## Etymologie
Over de oorsprong van de naam 'trawantel' bestaan verschillende theorieën. Sommigen denken dat de naam is afgeleid van het woord 'trawant', een in oorsprong niet-pejoratieve benaming voor een broeder of een kompaan. De naam zou dan een verwijzing zijn naar de hechte broederband die in de dans gevierd wordt. Anderen denken dat het woord opgesplitst moet worden in de stammen 'tra' en 'wantel' of 'weitel', wat dan zou staan voor een dans waarbij men 'draait en wentelt'.